# Південноафриканська жирафа
Південноафриканська жирафа або капська жирафа ( Giraffa giraffa  або Giraffa camelopardalis giraffa ) — вид або підвид жирафи, що зустрічається в Південній Африці, Намібії, Ботсвані, Зімбабве, Есватіні та Мозамбіку.
У 2016 році популяція в дикій природі оцінювалася в 31 500 особин.

## Таксономія та еволюція
Наразі МСОП визнає лише один вид жираф із дев’ятьма підвидами. Капська жирафа разом із усіма іншими підвидами спершу була відома під біноменом Camelopardalis giraffa, описаним німецьким натуралістом Йоганном Крістіаном Даніелем фон Шребером у його публікації Die Säugethiere in Abbildungen nach der Natur mit Beschreibungen ( Ссавці, проілюстровані з природи з описами ) під час його подорожі мисом Доброї Надії в 1784 році. Голландський натураліст Пітер Боддерт також описав його під біномінальною назвою Giraffa giraffa, а також ідентифікував номінальний екземпляр цього виду під потрійною назвою Giraffa camelopardalis giraffa в 1785 році.

## Опис
Південноафриканська жирафа має темні, дещо округлі плями «з деякими тонкими виступами» на світло-коричневому тлі. Плями поширюються вниз по ногах і стають меншими ближче до копит. 

## Поширення і середовище проживання
Південноафриканська жирафа зустрічається на півночі Південної Африки, півдні Ботсвани, півдні Зімбабве та південно-західному Мозамбіку. Після локального вимирання в різних місцях південноафриканські жирафи були знову інтродуковані в багатьох частинах Південної Африки, в тому числі в Есватіні. Вони поширені як на заповідних територіях, так і поза ними. Південноафриканські жирафи зазвичай живуть у саванах і лісах. Жирафи травоїдні. Вони харчуються листям, квітами, плодами та пагонами деревних рослин, таких як акація.
Південноафриканські жирафи соціальні тварини.  Це дозволяє їм адаптовуватися до змін навколишнього середовища.

## Загрози
В даний час, популяція південноафриканської жирафи оцінюється в 37 000 особин, демонструючи збільшення більш ніж на 150% за останні три десятиліття. Міжнародний союз охорони природи, орган, який керує світовим офіційним списком видів, що знаходяться під загрозою зникнення, у 2016 році оголосив, що переносить жираф з виду, що викликає найменше занепокоєння, до статусу вразливого у своєму звіті Червоного списку видів, яким загрожує зникнення. Це означає, що тварині загрожує зникнення в дикій природі в середньостроковому майбутньому, якщо нічого не буде зроблено для мінімізації загрози її життю або середовищу існування.

## В неволі
Південноафриканські жирафи рідко зустрічаються в неволі. Станом на 2010 рік у зоопарках по всьому світу розмножується близько 45 південноафриканських жирафів.

## Галерея

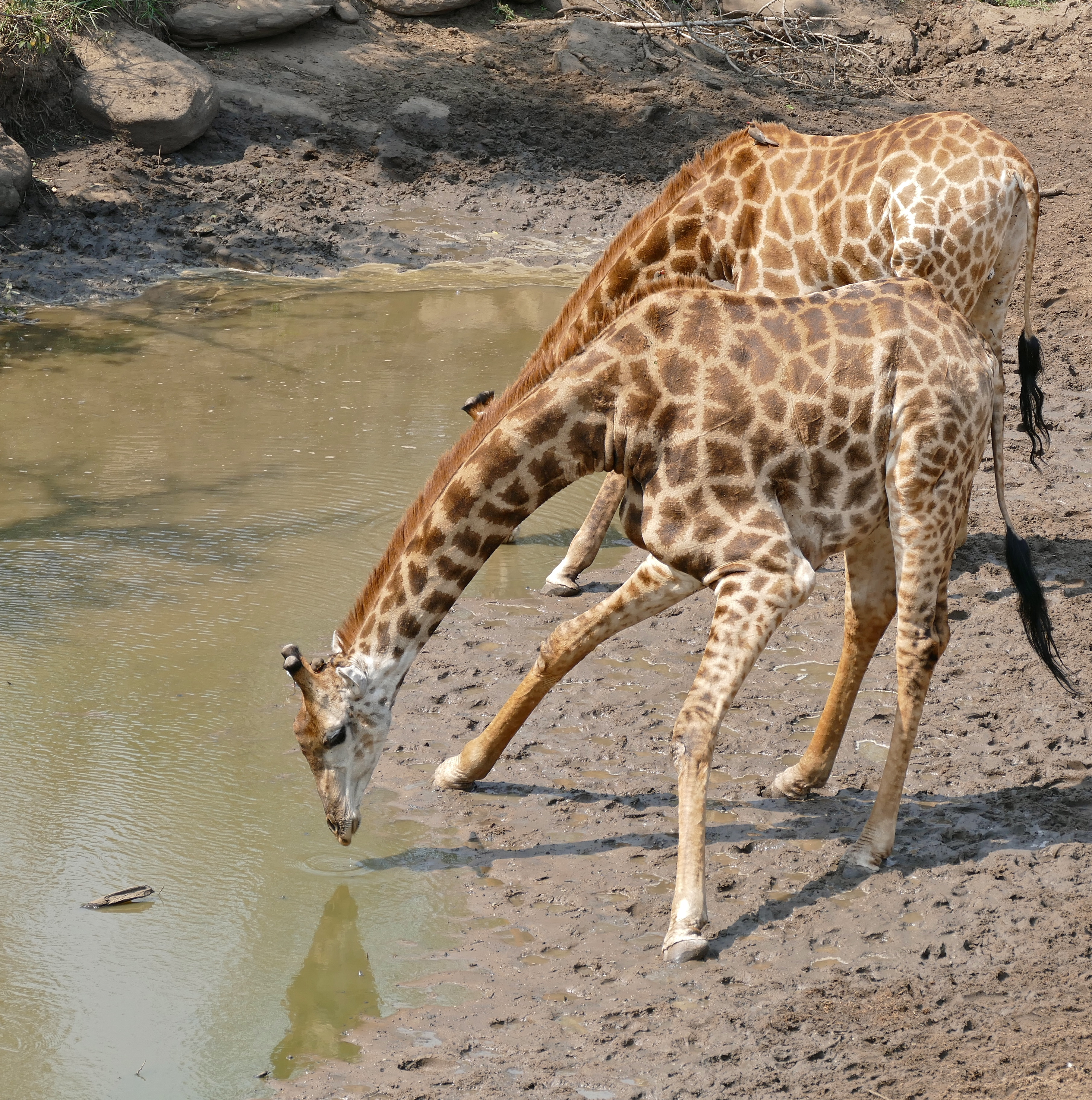
Дві жирафи на водопої.

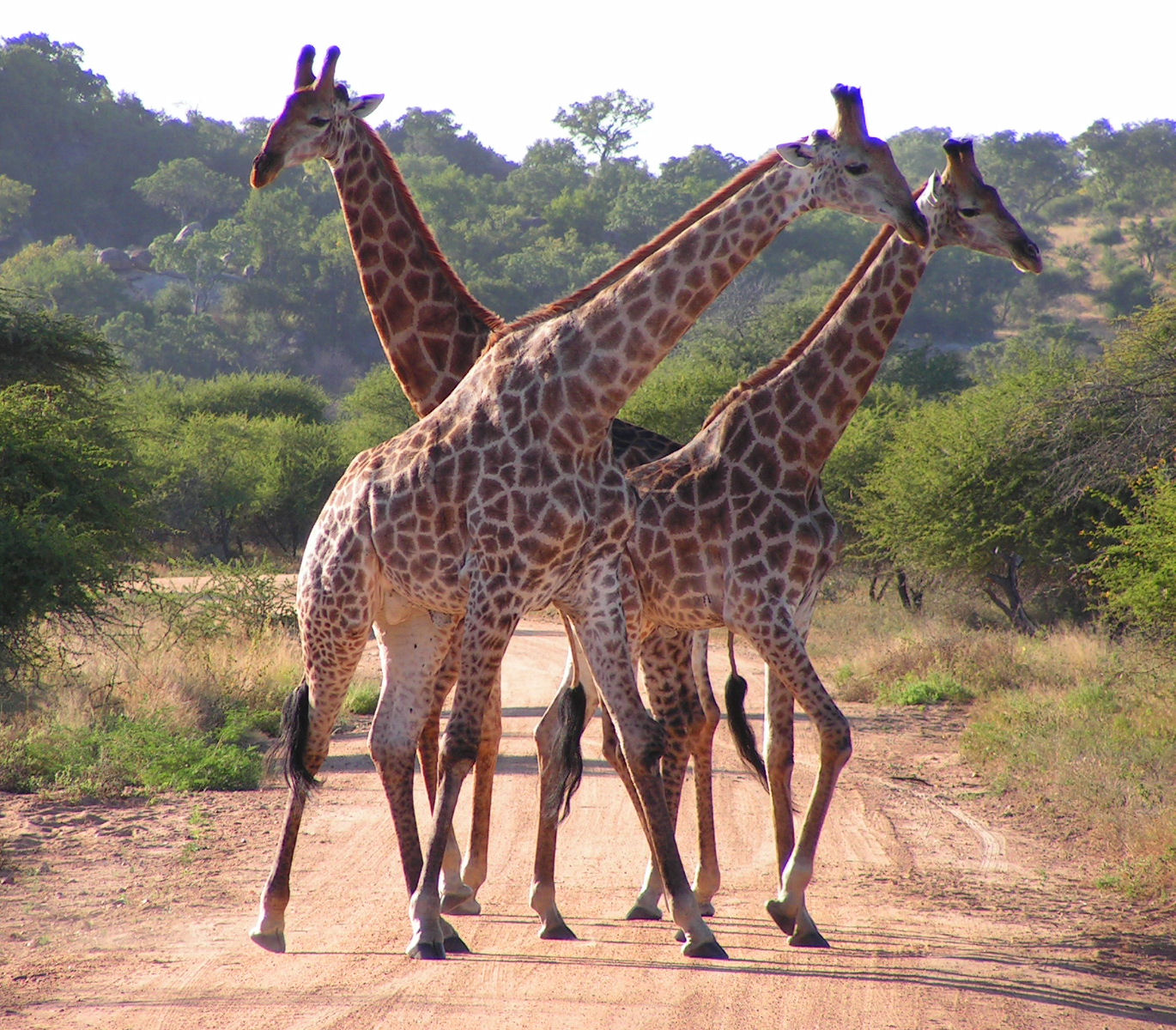
Три самці Національний парк Крюгера, Південна Африка
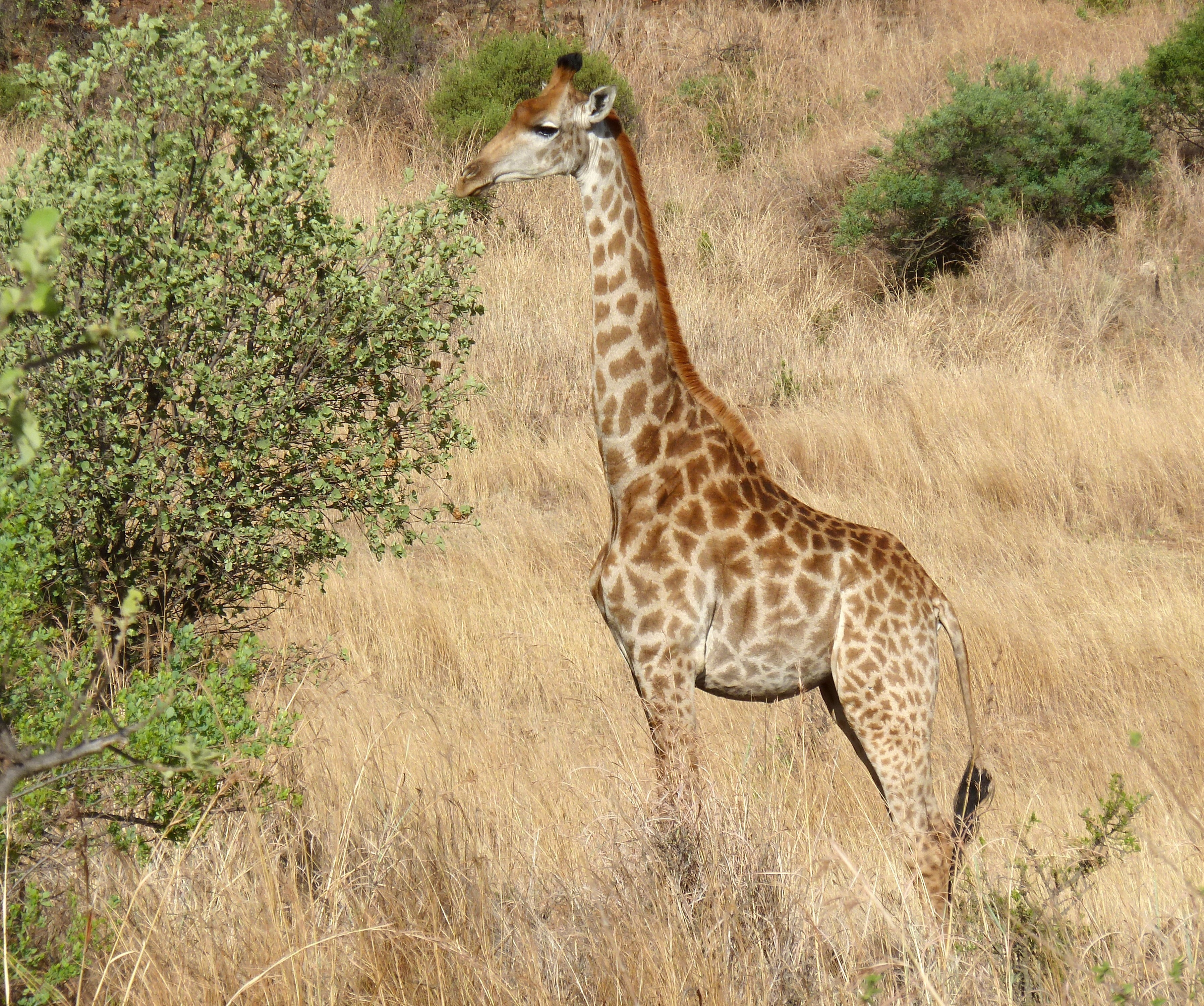
Самка жирафи в природному заповіднику Грунклоф
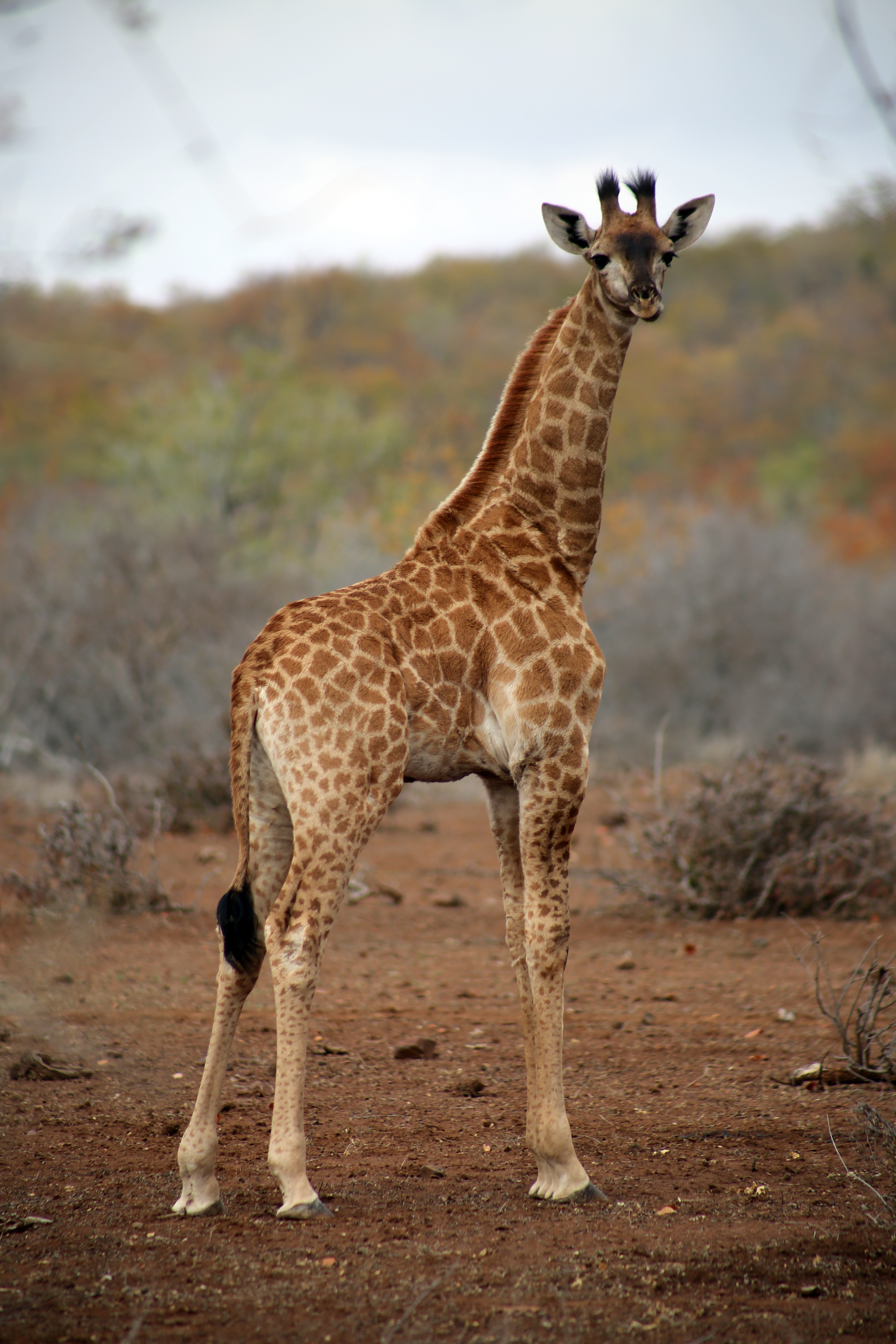
Теля в Національному парку Крюгера, Південна Африка
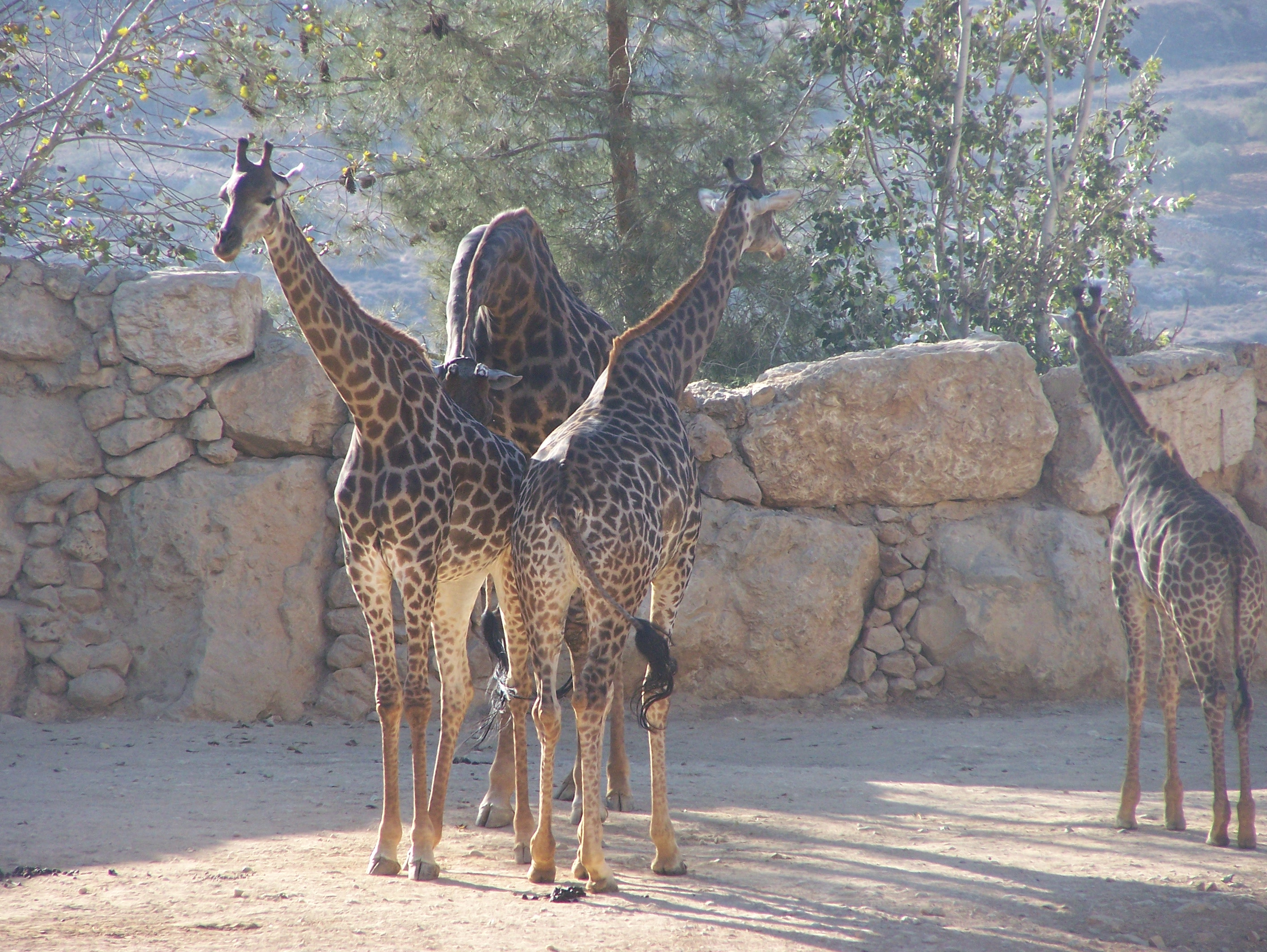
Група південноафриканських жираф у Єрусалимському біблійному зоопарку